# Letiště Kulusuk
Letiště Kulusuk (grónsky: Mittarfik Kulusuk; IATA: KUS, ICAO: BGKK) je letiště v osadě Kulusuk, která se nachází na stejnojmenném ostrově nacházejícím se v kraji Sermersooq v jihovýchodním Grónsku.

## Historie
Letiště bylo postaveno Spojenými státy v roce 1956 za účelem podpory stanice systému Distant Early Warning Line s označením DYE-4, která byla uzavřena v roce 1991. V roce 1962 začalo být letiště spoluřízeno dánskou vládou. V roce 1995 byla otevřena budova nového terminálu.
V raných 90. letech bylo letiště Kulusuk centrem operací pro tým, který se pokoušel získat zpět Lockheed P-38 Lightning z ledovce, který byl vzdálen zhruba 128 kilometrů. Letoun byl za druhé světové války součástí operace Bolero, během které byl kvůli špatnému počasí a nedostatku donucen na ledovci přistát. Byl získán zpět v roce 1992, a když byl opraven do letuschopné kondice, dostal název Glacier Girl.
V současné době probíhají přípravy na výstavbu nového letiště v Tasiilaqu. Až bude dokončeno, mohlo by mít na letiště Kulusuk velký vliv kvůli mnohem menšímu počtu cestujících.

## Infrastruktura
Letiště disponuje jednou štěrkovou přistávací drahou (11/29) o délce 1199 metrů a šířce 30 metrů.

## Doprava
K letišti se jde dostat po přibližně 2,6 km dlouhé štěrkové silnici vedoucí z východního okraje Kulusuku.

## Provoz
Letiště Kulusuk je schopné obsluhovat lehké a střední letouny s pevnými křídly, díky čemuž de facto slouží jako malé uzlové letiště pro Tasiilaq a jeho okolí.
Letišti slouží jen jedna helikoptéra Bell 212 od Air Greenland, což je kvůli vzrůstajícímu počtu cestujících mezi Tasiilaqem a Kulusukem nedostatečné. Dříve letišti sloužily helikoptéry dvě, ale to číslo se změnilo na jedno poté, co Air Greenland odkoupilo společnost Air Alpha. Tohoto problému si je Air Greenland vědomo; nicméně, konečné rozhodnutí o expanzi patří vládě Grónska.
Letiště má díky kooperaci s Icelandair od zimy 2014-2015 odmrazovací zařízení pro letadla. Budova terminálu obsahuje malou kavárnu a duty-free obchod v hale pro odlety/přílety.
Přístup k hale pro přílety a odlety je limitovaný kvůli nutnosti kontrolovat nákupy z duty-free obchodu. Pasažérům je povoleno přejít přes halu pouze před odletem, což rezultuje v nedostatek oddělení mezi přilétajícími a odlétajícími pasažéry v čekací odbavovací hale. Většina odletů a příletů je synchronizována k usnadnění přestupů mezi cestujícími Icelandair a Air Greenland mířícími do Nuuku, Tasiilaqu, nebo letiště Nerlerit Inaat (a několika dalším v okolí). Čekací hala není dostatečná k akomodaci všech pasažérů, díky čemuž vzniká před nástupy do letadel chaos.

## Aerolinky a destinace
| Aerolinka     | Destinace                      |
| ------------- | ------------------------------ |
| Air Greenland | Nerlerit Inaat, Nuuk, Tasiilaq |
| Icelandair    | Keflavík                       |

## Nehody
- 2. července 1972 havaroval na letišti Douglas C-47B F-WSGU od Rousseau Aviation. Letoun byl shledán za ekonomicky neopravitelný.[9][10]
- 20. dubna 1985 byl na palubě letounu Fokker F27 Friendship (registrován jako YN-BZF) zjištěn problém s dodatečnými palivovými nádržemi, se kterými byl vybaven pro let z Evropy do Managuy, hlavního města Nikaraguy. Piloti se rozhodli vrátit zpět do Kulusuku, místa jejich poslední zastávky, ale letiště se jim nepodařilo najít. Let byl nakonec přesměrován na nouzové přistání u radarové stanice DYE-3, kde ale už nepřistál - srazil se totiž ledovcem. Zemřeli dva z pěti lidí na palubě. Letoun byl shledán za neopravitelný.[11]